# John L. Harper
John Lander Harper CBE FRS (27 de Maio de 1925 - 22 de Março de 2009) foi um biólogo Britânico especialista em ecologia vegetal e biologia populacional.
Ele nasceu em 1925 e foi educado na Lawrence Sheriff School, Rugby. Harper obteve os graus de mestrado em Botânica (1946) e MA e MPhil (1950) em Oxford. Após mais de nove anos realizando pesquisas no Departamento de Agricultura da Universidade de Oxford e um ano sabático como bolsista da Fundação Rockefeller na Universidade da Califórnia, em Davis, em 1967 ele foi nomeado chefe de Botânica Agrícola Universidade de Bangor, no Norte do país de Gales.
Ele foi presidente da British Ecological Society (BES) (1966-1968) e também da European Society for Evolutionary Biology (1993-1995).
Ele foi eleito Fellow da Royal Society em 1978 e recebeu a Medalha Darwin em 1990. Harper também recebeu os prêmios Millennium Botany Award em 1999 e o Marsh Ecology Award da BES no mesmo ano. Ele foi condecorado com a Ordem do Império Britânico em 1989.
Ele é autor de vários livros sobre ecologia e biologia populacional.
A British Ecological Society dá o prêmio anual John L. Harper de Jovem Investigador ao melhor artigo no Journal of Ecology por um jovem autor. Ele foi um membro da British Humanista Associação.
Ele faleceu em 22 de Março de 2009.

## Publicações

### Livros texto de ecologia
- 2006 - Ecologia: de indivíduos a ecossistemas (4ª edição), com Michael Begon e Colin R. Townsend ISBN 1-4051-1117-8 (anteriormente conhecido como Ecologia: de indivíduos, populações e comunidades, três edições (1986, 1990 e 1996), com Michael Begon e Colin R. Townsend ISBN 0-632-03801-2 (edição de 1996))
- 2003 - Fundamentos em Ecologia (3ª edição), 2010 com Michael Begon e Colin R. Townsend ISBN 1-4051-0328-0

### Livros acadêmicos
- 1997 - Plant life histories: ecology, phylogeny and evolution, Editor. ISBN 0-521-57495-1
- 1977 - Population biology of plants ISBN 0-12-325850-2

## Seleção de artigos científicos altamente citados
- Harper, J.L., J.T. Williams & G.R. Sagar (1965) The Behaviour of Seeds in Soil: I. The Heterogeneity of Soil surfaces and its Role in Determining the Establishment of Plants from Seed. Journal of Ecology 53 (2): 273-286. JStor
- J.L. Harper (1967) A Darwinian Approach to Plant Ecology. Journal of Ecology 55 (2): 247-270. JStor
- White, James & J.L. Harper (1970) Correlated Changes in Plant Size and Number in Plant Populations Journal of Ecology 58 (2): 467-485. JStor
- Harper, John L. & John Ogden (1970) The Reproductive Strategy of Higher Plants: I. The Concept of Strategy with Special Reference to Senecio vulgaris L. Journal of Ecology 58 (3): 681-698. JStor
- Ross, M.A. & John L. Harper (1972) Occupation of Biological Space During Seedling Establishment. Journal of Ecology 60 (1): 77-88. JStor